# Zrněnka
Zrněnka je rod jednobuněčných řas z oddělení zelené řasy. Žije na skalách nebo kůře stromů, kde vytváří zelené povlaky. Tyto povlaky můžeme pozorovat v každém ročním období. Nachází se v lese, na zahradách, ale i v městském prostředí. Rozmnožuje se buněčným dělením. Zrněnky mají kulový tvar, aby neztrácely vodu.